# Mohinder
Mohinder fue un grupo de post-hardcore de cuatro miembros de Cupertino, California. A pesar de su breve existencia, fueron considerados un rasgo importante de la escena californiana del hardcore punk, y ayudaron a definir el género musical ahora conocido como screamo. Las canciones de Mohinder tendían a ser cortas y a menudo se caracterizaban por ser extremadamente intensas y caóticas.
Formado el grupo en 1993, publicaron sólo tres EP de siete de pulgadas antes de separarse en 1994, todos los cuales han sido compilados póstumamente en un CD. Los miembros se fueron a grupos como Jenny Piccolo, Indian Summer, The Anasazi, Calm, Duster, A-Set y Makara.

## Discografía[6]
- To Satisfy, 7" (Unleaded, 1994)
- Mohinder / Nitwits, split, 7" (Unleaded, 1994)
- Mission, 7" (Gravity Records, 1994)
- Farmhouse Records Compilation (Farmhouse Records, 1995)
- How Lovely Nowhere Is, compilación (Nothing Everything, 1995)
- Everything, CD/LP (Gold Standard Laboratories, 2001)